# Florín guayanés
El florín guayanés o bien florín de Demerara-Esequibo y Berbice, o con el nombre desde 1816 como florín de la Colonia Unida de Demerara y Esequibo o florín de Guayana Británica en 1836,  era la unidad monetaria de dicha nueva colonia de la Corona que circuló desde 1832, luego de que se usara el dólar del ancla de la América británica desde 1822 y el chelín colonial angloamericano en 1831, y que había resurgido del antiguo florín durante la anterior colonia neerlandesa y el subsiguiente florín de Demerara y Esequibo durante la usurpación de facto británica. Se acuñó hasta 1836.

## Historia
Originalmente las colonias separadas de Esequibo, Demerara y Berbice dependían del Imperio neerlandés pero no acuñaban moneda colonial, por lo que utilizaban los rijksdaalders o táleros imperiales y luego el florín de la metrópoli.
En 1794 se acuñó con ceca de Utrecht el florín de las Indias Occidentales Neerlandesas que circularon en las tres colonias, en Surinam, en las Antillas neerlandesas y en la Costa de Oro africana, pero como las Provincias Unidas de los Países Bajos se convirtieron al año siguiente en un Estado títere francés con el nombre de República Bátava, en 1796 las cuatro colonias sudamericanas, o Guayana neerlandesa, fueron ocupadas por el Imperio británico debido a las sucesivas guerras anglo-neerlandesas.
En 1798 y en 1799 los británicos contramarcaron para Esequibo y Demerara unas monedas de 6400 reis brasileños de oro, en 1803 ambas colonias se unificaron en una y agujerearon y resellaron dólares españoles en 1808 y se emitió fichas bancarias (bank tokens, en inglés) de cobre y de plata 816 del florín de Demerara y Esequibo en 1809 y 1813, y monedas de plata .816 en el año 1816. Todas han circulado hasta 1822, cuando comenzaría a utilizarse el dólar del ancla de la América británica.
Cuando en 1831 la colonia de Berbice se unió a las otras dos y conformaron la «Colonia Unida de Demerara-Esequibo y Berbice», comenzaron a circular los peniques de plata esterlina angloamericano hasta que comenzaron a acuñar nuevamente florines locales en 1832, por lo que se la empezó a llamar en las monedas a partir de 1836 como Guayana británica. El Reino Unido, en su objetivo de introducir la libra esterlina y en evitar el uso del dólar español, acuñó para uso exclusivo solo en esta colonia en 1836 y en 1837 otros peniques de plata esterlina, que sumando cincuenta serían 1 dólar de Guayana Británica, y de esta manera lograba la paridad entre ambas monedas y ya no se acuñarían monedas de florines guayaneses.

## Monedas
Las monedas de florín (guilder en inglés o gulden en neerlandés) de la Colonia Unida de Demerara-Esequibo y Berbice o bien Guayana británica como se la llamó desde 1836, comenzó a utilizarse nuevamente desde 1832 y eran piezas de plata de diferentes tamaños y valores. La paridad de esta moneda hasta 1839 era que 3 florines guayaneses equivalían a 5 chelines (12 bits o 60 peniques) y estos equivalían a 1 dólar español, o  sea, ƒ3 = 60p = $1.
En el anverso presenta un rostro masculino con frente amplia, peinado hacia adelante y de perfil hacia la derecha, orlado a la izquierda con su nombre en latín abreviado y en mayúsculas: GUILELMUS IIII D:G: (Guillermo IV por la gracia de Dios) y a la derecha abreviado: BRITANNIAR. REX F:D: (rey británico, defensor de la fe).
En el reverso de las monedas presentan fracción o número coronado y rodeado de dos laureles enlazados por debajo de los mismos y por encima del año de acuñación, y orlado por el nombre incompleto de la colonia en inglés: UNITED COLONY OF DEMERARA & ESSEQUIBO (Colonia Unida de Demerara y Esequibo). Las piezas del año 1836 mantienen los tamaños pero no los modelos, ya que cambiaron el nombre de la colonia unida que carecía del nombre de Berbice: BRITISH GUIANA (Guayana británica), y ni los valores numéricos coronados, salvo los fraccionarios, porque solo se acuñaron hasta 1 florín, que está escrito en inglés y encolumnado: ONE GUILDER (un florín):
- 1⁄8 florín de plata .816, con fechas 1832 y 1835 (con nombre de Colonia Unida de Demerara y Esequibo) y el valor fraccionario: 1⁄8 coronado.
- De plata .816, con fecha 1836 (con nombre colonial de Guayana británica) y el valor fraccionario y escrito: 1⁄8 GUILDER coronado.
- 1⁄4 florín de plata .816, con fechas 1832, 1833 y 1835 (Colonia Unida de Demerara y Esequibo) y el valor fraccionario: 1⁄4 coronado.
- De plata .816, con fecha 1836 (Guayana británica) y el valor numérico y escrito: 1⁄4 GUILDER coronado.
- 1⁄2 florín de plata .816, con fechas 1832 y 1835 (Colonia Unida de Demerara y Esequibo) y el valor fraccionario: 1⁄2 coronado.
- De plata .816, con fecha 1836 (Guayana británica) y el valor fraccionario y escrito: 1⁄2 GUILDER coronado.
- 1 florín de plata .816, con fechas 1832 y 1835 (Colonia Unida de Demerara y Esequibo) y el valor numérico: 1 coronado.
- De plata .816, con fecha 1836 (Guayana británica) y el valor escrito: ONE GUILDER coronado.
- 2 florines de plata .816, con fecha 1832 (Colonia Unida de Demerara y Esequibo) y el valor numérico: 2 coronado.
- 3 florines de plata .816, con fecha 1832 (Colonia Unida de Demerara y Esequibo) y el valor numérico: 3 coronado.